# 残酷な観客達
『残酷な観客達』（ざんこくなかんきゃくたち）は、2017年5月18日から7月20日まで毎週木曜 0:59 - 1:29（水曜深夜）に日本テレビで放送されていた欅坂46のミステリー学園ドラマである。

## 概要
欅坂46による2作目のドラマ。前作『徳山大五郎を誰が殺したか?』では欅坂46のメンバーが本名で出演したが、今作では本名と役名が同一であることにより、演者本人が心理的ギャップに苦しまぬよう配慮し、役名付での出演となった。ただし、その役名はメンバーによって異なり、石森虹花が演じる石野紗英のようにメンバーの1字を取り入れたものもあれば、米谷奈々未が演じる吉村梓のように取り入れていないものもある。
企画は「ミスターXという謎の存在からお題が出されて、いろんなネタをやって教室から脱出するような話をやったら、バズると思わない?」という秋元康のアイデアから始まった。
2017年5月19日、『Huluで一緒に『残酷な観客達』の先行配信をみよう』（SHOWROOM）が生配信され、欅坂46の尾関梨香・織田奈那が出演した。
2017年11月29日、Blu-ray・DVD BOXを発売。特典映像の一部であるメイキング映像などがYouTubeで公開された。

## あらすじ
近未来、プライバシーを保護し、互いの名前が明かされぬ学校で、21人の生徒たちが教室に閉じ込められる。脱出するための唯一の方法は、その様子を視聴する観客たちから「いいね!」の評価を集めることだった。閉鎖空間の中でルールを強制された生徒たちは、疑心暗鬼になりながらも生き残ろうとする。

## キャスト

### 生徒
石野 紗英
演 - 石森虹花
出席番号1番。
岩本 エレナ
演 - 今泉佑唯
出席番号2番。
内村 渚
演 - 上村莉菜
出席番号3番。
岡本 優希
演 - 尾関梨香
出席番号4番。
温田 遥
演 - 織田奈那
出席番号5番。
古賀 奈緒
演 - 小池美波
出席番号6番。
小柳 郁美
演 - 小林由依
出席番号7番。
坂本 はな
演 - 齋藤冬優花
出席番号8番。
佐野 静香
演 - 佐藤詩織
出席番号9番。
椎名 ケイト
演 - 志田愛佳
出席番号10番。
杉崎 凛
演 - 菅井友香
出席番号11番。音楽一家に生まれながらも、ある過去の体験からピアノを弾くことに抵抗を抱いている。
須原 美空
演 - 鈴本美愉
出席番号12番。
長野 楓花
演 - 長沢菜々香
出席番号13番。
永嶺 みこ
演 - 長濱ねる
出席番号14番。
橋本 るな
演 - 土生瑞穂
出席番号15番。
浜野 楓
演 - 原田葵
出席番号16番。
葉山 ゆずき
演 - 平手友梨奈
出席番号17番。
望月 琴
演 - 守屋茜
出席番号18番。
吉村 梓
演 - 米谷奈々未
出席番号19番。
若本 杏奈
演 - 渡辺梨加
出席番号20番。
和久 綾乃
演 - 渡邉理佐
出席番号21番。

### 観客達
観客
演 - ヒカル
ライブラリ出演音声は過去の動画ものを流用。
演 - ラファエル
YouTubeの動画を合成したもの。
演 - りかりこ
演 - ふくれな
演 - 店長
教室に閉じ込められた21人の生徒たちの様子を視聴する観客。YouTuberである彼らはそれぞれの生活模様が描かれたその他の観客たちと異なり、昼夜問わず終始画面を観ているのみだった。

### その他
畑田 公介
演 - 原田龍二
生徒たちの担任教師。須原美空以外の生徒には嫌われている。何者かに檻の中に閉じ込められ負傷した状態で生徒たちに発見される。記憶喪失で拉致されたときの状況、他の教師たちの現状を思い出せそうなことをほのめかす。生徒たちが去った後、檻を出ていずこへと去っていった。
内野 悠人
演 - 前田公輝
佐野静香と若本杏奈が憧れていた中学時代の水泳部の先輩。いつも好意的なコメントを寄せていると思われたが、それは彼ではなかった。恵子の恋人。恵子と合流後、お互いが観客たちの1人であったことを知る。
恵子
演 - 山地まり
就活中の女子大生。中盤では杉村が役員を務める会社の面接で杉村に言いたい放題言われて不合格になってしまう。内野の恋人。内野と出向いた居酒屋で杉村を見つけ、偉そうなことを言っていたくせにこんな学生向けの安居酒屋で1人飯なんて寂しいおばさんだと嘲笑った。
馬場
演 - 福澤重文
中年ニート。他の観客と異なり昼夜問わずに自室で見守っていたが、途中でバイト先へ欠勤の電話をしており、ニートと表記されていたが実質的にフリーターであったことが判明した。のちに学校のプールに出現して生徒たちを驚愕させた。追い払われて以降は登場していない。追い出した後に生徒たちは馬場がどこから入り、どこから帰っていったのか、そこに脱出のヒントがあるのではないかと考えたが、プールから廊下へ抜け出すことは出来たものの外へ脱出するルートは明かされなかった。
美和
演 - 霧島れいか
専業主婦。後に息子と夫、主婦友が登場した。息子と主婦友もそれぞれ観客たちであった。
杉村・ナレーション
演 - 池谷のぶえ
会社役員。面接に来た恵子を不合格にする。安居酒屋で夕食を取っているところを恵子に見つかり嘲笑される。

## スタッフ
- 企画・原作 - 秋元康[16]
- 脚本 - 矢島弘一[16]
- 音楽 - 牧戸太郎[16]
- 主題歌 - 欅坂46「エキセントリック」[16]
- プロデューサー - 植野浩之[16]
- 監督 - 矢島弘一、日暮謙[16]
- 制作 - 八木元[16]
- 企画制作 - 日本テレビ[16]
- 制作プロダクション - イメージフィールド[16]
- 製作著作 - 「残酷な観客達」製作委員会[16]

## 放送・配信期間

### テレビ放送
| 放送期間                | 放送時間                     | 放送局         | 対象地域   | 備考                 |
| ----------------------- | ---------------------------- | -------------- | ---------- | -------------------- |
| 2017年5月18日 - 7月20日 | 木曜 0:59 - 1:29（水曜深夜） | 日本テレビ     | 関東広域圏 | 制作局               |
| 2017年6月29日 - 8月31日 |                              | 長崎国際テレビ | 長崎県     | 同時刻での遅れネット |
| 2017年7月10日 -         | 月曜 0:50 - 1:20（日曜深夜） | 大分放送       | 大分県     | TBS系列              |

### ネット配信
| 放送期間        | 放送日時 | 配信元 | 備考     |
| --------------- | -------- | ------ | -------- |
| 2017年5月18日 - |          | Hulu   | 有料配信 |

## 放送日程
| 各話   | 放送日  | サブタイトル | 監督     |
| ------ | ------- | ------------ | -------- |
| 第1話  | 5月18日 |              | 矢島弘一 |
| 第2話  | 5月25日 |              | 矢島弘一 |
| 第3話  | 6月01日 |              | 日暮謙   |
| 第4話  | 6月08日 |              | 日暮謙   |
| 第5話  | 6月15日 |              | 日暮謙   |
| 第6話  | 6月22日 |              | 日暮謙   |
| 第7話  | 6月29日 |              | 日暮謙   |
| 第8話  | 7月06日 |              | 日暮謙   |
| 第9話  | 7月13日 |              | 藤田智弘 |
| 最終話 | 7月20日 |              | 日暮謙   |

## 関連商品
| リリース日     | タイトル                 | レーベル | 規格品番   | 形態   | 封入特典                                                                                         | 特典映像 |
| -------------- | ------------------------ | -------- | ---------- | ------ | ------------------------------------------------------------------------------------------------ | --- |
| 2017年11月29日 | 残酷な観客達 Blu-ray BOX | vap      | VPXX-71556 | 通常版 | ブックレット 16頁 劇中生写真 3枚（計32種）                                                       | Making of 残酷な観客達 欅坂46フェイクドキュメンタリー リアル時々フェイク!? ～原田葵がメンバーに突撃カメラ!!～ ～小池美波がメンバーにマジ相談!?～ ななちゃんず&ユーチューバー ガールズトーク完全版!! |
| 2017年11月29日 | 残酷な観客達 Blu-ray BOX | vap      | VPXX-71555 | 初回版 | 豪華ブックレット 60頁 キャラクター生写真 3枚（計32種） オリジナル折ポスター 学生証 2枚（計32種） | Making of 残酷な観客達 欅坂46フェイクドキュメンタリー リアル時々フェイク!? ～原田葵がメンバーに突撃カメラ!!～ ～小池美波がメンバーにマジ相談!?～ ななちゃんず&ユーチューバー ガールズトーク完全版!! |
| 2017年11月29日 | 残酷な観客達 DVD BOX     | vap      | VPBX-14648 | 初回版 | 豪華ブックレット 60頁 キャラクター生写真 3枚（計32種） オリジナル折ポスター 学生証 2枚（計32種） | Making of 残酷な観客達 欅坂46フェイクドキュメンタリー リアル時々フェイク!? ～原田葵がメンバーに突撃カメラ!!～ ～小池美波がメンバーにマジ相談!?～ ななちゃんず&ユーチューバー ガールズトーク完全版!! |